# Horst Wagenbreth
Horst Wagenbreth (* 29. April 1922 in Sachsen-Anhalt; † 27. März 2010 in Bremerhaven) war ein deutscher Fußballspieler. Von 1948 bis 1958 absolvierte er in der damals erstklassigen Fußball-Oberliga Nord für  TuS Bremerhaven 93 281 Oberligaspiele und erzielte zwei Tore. Der Defensivspieler wurde mit Bremerhaven in der Saison 1954/55 Vizemeister im Norden und absolvierte im Mai/Juni 1955 acht Spiele in der Endrunde um die deutsche Fußballmeisterschaft. Insgesamt hat er für Bremerhaven 499 Spiele gemacht.

## Laufbahn
Der in Sachsen-Anhalt geborene Horst Wagenbreth durchlief die Jugendabteilung des Zeitzer Ballspielclubs und gewann mit der A-Jugend 1939 die Meisterschaft im Gau Mitte. Als Marinesoldat landete er in Norddeutschland, wo er auch nach Ende des Zweiten Weltkriegs blieb. Über die Stationen Sparta Bremerhaven und SG Lehe-Nord bzw. ATS Bremerhaven fand er bei Bremerhaven 93 eine neue sportliche Heimat. Beruflich war er als Hafenarbeiter im Wechseldienst beschäftigt.
Mit den Weinroten erreichte der robuste Verteidiger, der sich auch durch Schnelligkeit und Ausdauer auszeichnete, in der Saison 1947/48 nach dem Gewinn der Meisterschaft in der Verbandsliga Bremen und dem Erfolg in der Aufstiegsrunde gegen den Eimsbütteler TV, Göttingen 05, Itzehoer SV, Altona 93 und Teutonia Uelzen den Aufstieg in die Oberliga Nord. Am ersten Rundenspieltag der Saison 1948/49, den 29. August 1948, debütierte Aufsteiger Bremerhaven vor 12.000 Zuschauer beim Hamburger SV. Wagenbreth agierte im damaligen WM-System als linker Verteidiger und sein langjährigen Mannschaftskollegen Günter Geise und Werner Kolditz erlebten auch das Offensivspektakel der „Rautenträger“ als TuS-Aktive. Mit 1:7 verlor Bremerhaven das Startspiel in der Oberliga Nord; damit war der Unterschied zur Leistungsspitze im Norden aufgezeigt. Angreifer wie Erich Ebeling, Heinz Spundflasche und Heinz Trenkel wirkten auf einem Niveau, an das sich der Aufsteiger erst gewöhnen musste. Es ging im ersten Jahr nur um den Klassenerhalt. Bremerhaven belegte nach Abschluss der Runde mit 14:30 Punkten den 12. Rang. Den Klassenerhalt schafften am Ende alle 13 gestarteten Vereine, da nach Rundenende der Abstieg ausgesetzt wurde und zur Saison 1949/50 die Liga auf 16 Teilnehmer erweitert wurde.
Im ersten Jahr der 16er-Oberliga, 1949/50, belegt die Mannschaft vom Zollinlandplatz unter dem neuen Trainer Gustav Wieser mit 30:30 Punkten den 10. Rang; Verteidiger Wagenbreth hatte lediglich in einem Ligaspiel gefehlt. Die nächsten vier Runden arbeitete Trainer Helmuth Johannsen in Bremerhaven und die Mannen um Wagenbreth und B-Nationalspieler Werner Lang etablierten sich im Tabellenmittelfeld. 
Zur Saison 1954/55 übernahm der vorherige Spieler Robert Gebhardt die Trainingsleitung bei den Weinroten. Die Mannen um Wagenbreth starteten mit einem 3:1-Heimerfolg gegen den amtierenden Deutschen Meister Hannover 96 in die Runde. Als linker Verteidiger hatte Wagenbreth den 96iger Rechtsaußen Heinz Wewetzer bekämpft. Am fünften Spieltag, den 3. Oktober 1954, verlor Bremerhaven mit 0:3 beim Hamburger SV, wo das junge Angriffspaar Klaus Stürmer und Uwe Seeler eindrucksvoll aufspielten und zeigte, wozu der neue HSV wieder im Stande war. Bremerhaven trat in der Abwehr mit der Erfolgsformation der Runde an: Günther Lühr im Tor, dem Verteidigerpaar Heinz Lill und Wagenbreth und der Läuferreihe mit Werner Lang, Werner Kolditz und Erich Bücker. Im Nachholspiel am 17. April 1955 knöpfte man dem Meisterteam der „Rautenträger“, der HSV war ohne Stürmer und Uwe Seeler angetreten, mit einem 2:2 einen Punkt ab. Die Runde beendete das Team von Trainer Gebhardt mit 41:19 Punkten als überraschender Vizemeister: Wagenbreth hatte wie seine Mannschaftskollegen Max König  und Werner Lang alle 30 Rundenspiele absolviert und Angreifer Heinrich Mokroß mit 19 Toren die meisten Treffer erzielt.
Zur Teilnahme an der Meisterschaftsendrunde mussten die Vizemeister aus dem Norden und dem Südwesten zuerst noch eine Qualifikation bestreiten. Am 4. Mai 1955 fand das Spiel in Düsseldorf gegen Wormatia Worms statt; die beiden ebenbürtigen Kontrahenten trennten sich mit 3:3 nach Verlängerung und hatten schon am folgenden (!) Tag das Wiederholungsspiel an gleicher Stelle zu bestreiten. Da setzte sich das Team von Wagenbreth mit 3:2 durch und gehörte damit der Endrundengruppe II mit Rot-Weiss Essen, Kickers Offenbach und Worms an, welches sich auch noch mit einem weiteren Qualispiel gegen den SSV Reutlingen (2:1) die Endrundenteilnahme erkämpft hatte. Am Ende rangierte der Nordvize mit 6:6 Punkten auf dem 2. Gruppenrang, Essen zog in das Finale ein und setzte sich am 26. Juni mit einem 4:3 gegen die Walter-Elf vom 1. FC Kaiserslautern durch. In den Duellen gegen Flügelstürmer vom Format eines Bernhard Termath, Engelbert Kraus und Helmut Rahn konnte Wagenbreth auch überregional sein Können unter Beweis stellen.
Am 1. Dezember 1957 flog Nationalmittelstürmer Uwe Seeler wegen Foulspiel gegen Wagenbreth vom Platz und der Verteidiger musste vor den aufgebrachten HSV-Fans geschützt werden.
Er schlug sämtliche Angebote von Klubs wie dem 1. FC Kaiserslautern, Eintracht Frankfurt oder US Valenciennes aus und blieb immer der „Zolli“-Elf treu. Trotzdem endete seine Spielerlaufbahn im Unfrieden: Als am 7. Dezember 1958 im Heimspiel gegen den VfL Osnabrück seine Mannschaft unter dem neuen Trainer Oswald Pfau bereits nach 37 Minuten mit 0:5 in Rückstand geraten war, stellte der Defensivstratege eigenmächtig das Team um und wurde daraufhin vom Trainer aus dem Kader verbannt. Es war sein letztes Spiel für die 93er. Von 1948 bis Dezember 1958 hatte Wagenbreth für Bremerhaven 93 in der Oberliga Nord 281 Ligaspiele (2 Tore) absolviert.
Als Schiedsrichter blieb er dem Verein weiter erhalten und betätigte sich später noch als Trainer im Amateurbereich.